# Prezydent Federalny (Austria)
Prezydent Federalny w Austrii (niem. Bundespräsident) – jeden z najwyższych organów wykonawczych Republiki Austrii (obok ministrów federalnych, sekretarzy stanu i członków rządów krajowych). Jego kadencja trwa 6 lat i może być wybrany ponownie na następną kadencję tylko raz.
Tytuł „Prezydenta Federalnego” jest pełną nazwą urzędu ustawowo chronioną i nie może być używany przez nikogo innego. Prezydent Federalny nie może w czasie pełnienia swojego urzędu zasiadać w jakimkolwiek ciele przedstawicielskim i wykonywać żadnego innego zawodu.
Akty Prezydenta Federalnego wydawane są na wniosek Rządu Federalnego lub ministra federalnego i wymagają dla swej ważności kontrasygnaty Kanclerza Federalnego lub właściwego ministra, chyba że Federalna Ustawa Konstytucyjna Republiki Austrii stanowi inaczej. Prezydent Federalny może nie zastosować się do wniosku, odrzucając go.

## Wybór
Zarządzane są przez Rząd Federalny za zgodą Komisji Głównej Rady Narodowej na niedzielę lub inny dzień ustawowo wolny od pracy. Przeprowadzają je organy wyborcze. Najwyższym organem wyborczym jest Federalna Komisja Wyborcza (Bundeswahlbehörde) sprawująca nadzór nad działalnością pozostałych organów oraz opracowująca i publikująca wyniki wyborów.
Prezydent Federalny jest wybierany przez obywateli Austrii mających prawo wybierania Rady Narodowej w wyborach wolnych, równych, bezpośrednich, w osobistym i głosowaniu tajnym. Na urząd Prezydenta Federalnego może zostać wybrana osoba, która najpóźniej w dniu wyborów ukończyła 35 lat i korzysta z pełni praw wyborczych do Rady Narodowej.
Osoba, która uzyskała więcej niż połowę wszystkich ważnych głosów w pierwszej turze, zostaje zwycięzcą wyborów. Jeżeli żaden z kandydatów nie zdobędzie takiej większości, odbywa się druga tura wyborów, w której udział bierze 2 kandydatów, którzy w pierwszej turze zdobyli najwięcej głosów. Urzędowe wyniki wyborów prezydenckich Kanclerz Federalny ogłasza w Federalnym Dzienniku Ustaw (Bundesgesetzblatt), jeżeli protest wyborczy nie został wniesiony lub Trybunał Konstytucyjny nie uwzględnił go.

## Zaprzysiężenie
Po ogłoszeniu urzędowych wyników wyborów Prezydent Federalny zwołuje Zgromadzenie Federalne, aby złożyć przed nim przysięgę. Obejmując urząd, składa on przed Zgromadzeniem Federalnym następującą przysięgę:
Ślubuję, że będę wiernie przestrzegać Konstytucji i wszystkich ustaw Republiki, a moje obowiązki będę wypełniać według najlepszej wiedzy i sumienia
Dopuszczalne jest, aby dodał przyrzeczenia o charakterze religijnym.

## Kompetencje

### Powoływanie i odwoływanie Rządu Federalnego
Jest to prawo zastrzeżone wyłącznie dla Prezydenta Federalnego, choć w praktyce z uwagi na to, że Rada Narodowa może wyrazić wotum nieufności wobec Rządu Federalnego, co do zasady misję utworzenia rządu powierza się zwycięskiemu ugrupowaniu w wyborach. 
Prezydent Federalny powołuje Kanclerza Federalnego i na jego wniosek pozostałych członków Rządu Federalnego. Powołanie Kanclerza Federalnego lub całego Rządu Federalnego wymaga kontrasygnaty nowo powołanego Kanclerza Federalnego.
Może on również odwołać Kanclerza Federalnego lub cały Rząd Federalny, do czego nie jest wymagany żaden wniosek, natomiast do odwołania poszczególnych członków Rządu Federalnego jest już wymagany wniosek Kanclerza Federalnego. Odwołanie nie wymaga kontrasygnaty.
W razie ustąpienia Rządu Federalnego, do czasu utworzenia nowego Rządu Federalnego, Prezydent Federalny powierza członkom ustępującego Rządu Federalnego dalsze pełnienie obowiązków, a jednemu z nich tymczasowe przewodniczenie Rządowi Federalnemu.

### Poświadczanie ustaw federalnych
W ramach ostatniego etapu federalnej procedury ustawodawczej ustawy przedkładane są Prezydentowi Federalnemu do poświadczenia ich zgodności z Federalną Ustawą Konstytucyjną Republiki Austrii.
Pierwszym w historii Prezydentem Federalnym, który odmówił podpisania ustawy federalnej z uwagi na jej niekonstytucyjność był Heinz Fischer. Uczynił to w styczniu 2008 r. w związku z zapisem, na mocy którego miały wejść w życie przepisy karne o mocy wstecznej.

### Reprezentowanie na zewnątrz
Prezydent Federalny reprezentuje republikę na zewnątrz, przyjmuje i dokonuje akredytacji posłów, wyraża zgodę na powołanie konsulów państw obcych, powołuje przedstawicieli konsularnych Republiki Austrii za granicą i zawiera umowy międzynarodowe.
Wydaje on również na wniosek rządu krajowego i za kontrasygnatą naczelnika kraju upoważnienia do podjęcia negocjacji i zawarcia umów międzynarodowych dotyczących spraw należących do właściwości krajów związkowych z państwami graniczącymi z Austrią lub ich państwami składowymi. Umowy takie są zawierane za zgodą Rządu Federalnego.
Prezydent Federalny może upoważnić Rząd Federalny lub jego właściwego członka do zawierania określonych kategorii umów międzynarodowych, z tym zastrzeżeniem, że nie mogą to być umowy międzynarodowe w kwestiach politycznych, zmieniających lub uzupełniających obowiązujące ustawy, dotyczących podstaw Unii Europejskiej. Nie może on również przekazać przysługującego mu prawa do udzielania krajom związkowym upoważnień do zawierania umów międzynarodowych dotyczących spraw należących do ich właściwości z państwami graniczącymi z Austrią lub ich państwami składowymi.

### Zwoływanie Rady Narodowej
W ciągu 30 dni od wyborów Prezydent Federalny zwołuje Radę Narodową.
Corocznie zwołuje ją na sesje zwyczajne, które nie powinny zaczynać się przed 15 sierpnia i trwać dłużej niż do 15 lipca następnego roku. Może on także zwołać Radę Narodową na sesję nadzwyczajną, co nie wymaga kontrasygnaty, na wniosek Rządu Federalnego albo ⅓ posłów Rady Narodowej lub Rady Federalnej. Jeżeli Parlament wnioskuje o zwołanie sesji nadzwyczajnej, nie jest wymagany wniosek Rządu Federalnego.
Sesje zamykane są przez Prezydenta Federalnego na podstawie uchwały Rady Narodowej.

### Rozwiązywanie Rady Narodowej
Prezydent Federalny może rozwiązać Radę Narodową na wniosek Rządu Federalnego, jednakże tylko jeden raz z tego samego powodu.

### Zwoływanie Zgromadzenia Federalnego
Zgromadzenie Federalne zwołuje Prezydent Federalny z wyjątkiem, kiedy ma ono zadecydować o przeprowadzeniu głosowania powszechnego w celu złożenia go z urzędu przed upływem kadencji, zadecydować o wyrażeniu zgody na ściganie Prezydenta Federalnego, zadecydować o pociągnięciu go do odpowiedzialności konstytucyjnej, a także kiedy ma ono zaprzysiężyć nowego Prezydenta Federalnego po wyborach przeprowadzonych w związku trwałą niezdolnością do sprawowania urzędu przez jego poprzednika.

### Rozwiązywanie parlamentów krajowych
Każdy parlament krajowy może być rozwiązany przez Prezydenta Federalnego, na wniosek Rządu Federalnego i za zgodą Rady Federalnej, ale tylko raz z tego samego powodu. Rada Federalna wyraża zgodę większością ⅔ głosów w obecności co najmniej połowy członków. W głosowaniu nie biorą udziału reprezentanci kraju, którego parlament miałby być rozwiązany.
Dotychczas żaden Prezydent Federalny nie zdecydował się skorzystać z tego prawa.

### Naczelne dowództwo nad siłami zbrojnymi
Prezydent Federalny sprawuje naczelne dowództwo nad Federalnymi Siłami Zbrojnymi.
W zakresie, w jakim ustawa o obronności nie pozostawia Prezydentowi Federalnemu zarządzania Federalnymi Siłami Zbrojnymi, kompetencja ta przysługuje Federalnemu Ministrowi Obrony (sprawuje on dowództwo nad Federalnymi Siłami Zbrojnymi) w zakresie upoważnienia udzielonego przez Rząd Federalny.

### Uprawnienia w sytuacjach nadzwyczajnych

#### Tymczasowe rozporządzenia zmieniające ustawę
Jeżeli natychmiastowe przedsięwzięcie środków dla zapobieżenia oczywistej i nieodwracalnej szkodzie dla dobra powszechnego, które zgodnie z Federalną Ustawą Konstytucyjną Republiki Austrii wymagają uchwalenia ustawy, potrzebne jest w okresie, kiedy Rada Narodowa nie jest zebrana, nie może zebrać się we właściwym czasie lub jej działalność jest niemożliwa z powodu siły wyższej, Prezydent Federalny na wniosek Rządu Federalnego i za zgodą stałej podkomisji Komisji Głównej Rady Narodowej, może wydać tymczasowe rozporządzenie zmieniające ustawę. Rozporządzenie takie wymaga kontrasygnaty Rządu Federalnego.
Rząd Federalny niezwłocznie przedkłada tymczasowe rozporządzenie zmieniające ustawę Radzie Narodowej. Jeżeli w momencie przedłożenia nie trwa sesja, Radę Narodową zwołuje Prezydent Federalny w ciągu 8 dni. Jeśli sesja trwa, Przewodniczący Rady Narodowej zwołuje Radę Narodową w ciągu 8 dni.
Tymczasowe rozporządzenie zmieniające ustawę nie może dokonywać zmiany przepisów konstytucyjnych, dotyczyć trwałego obciążenia finansowego federacji, obciążenia finansowego krajów, powiatów i gmin, obowiązków finansowych obywateli, przekazywania dóbr państwowych, prawa pracy oraz spraw z dziedziny wolności zrzeszania się i ochrony najemców.

#### Przeniesienie siedziby najwyższych organów federalnych poza Wiedniem
W przypadku sytuacji nadzwyczajnej Prezydent Federalny może na wniosek Rządu Federalnego przenieść siedzibę najwyższych organów federacji w inne miejsce na terytorium Austrii.

#### Zwołanie Rady Narodowej poza Wiedniem
W nadzwyczajnych przypadkach Prezydent Federalny na wniosek Rządu Federalnego może zwołać Radę Narodową w innej miejscowości na terytorium federacji.

### Powoływanie urzędników federalnych
Prezydent Federalny powołuje urzędników federalnych, łącznie z oficerami i pozostałymi funkcjonariuszami federalnymi oraz nadaje im tytuły służbowe.
Może on jednak przekazać właściwemu członkowi Rządu Federalnego prawo powołania określonych kategorii urzędników federalnych i upoważnić go do dalszego przekazania tego uprawnienia podległym mu organom.

### Prawo łaski
W indywidualnych przypadkach Prezydent Federalny może ułaskawić osobę skazaną prawomocnym wyrokiem sądowym. Może również złagodzić i zmienić wymiar kary, złagodzić skutki prawne i zatrzeć skazanie w drodze ułaskawienia, a także umorzyć postępowania karne w sprawach czynów zagrożonych karą, ściganych z oskarżenia publicznego.

### Powoływanie sędziów sądów powszechnych i prokuratorów
Sędziowie i prokuratorzy powoływani są przez Prezydenta Federalnego na wniosek Federalnego Ministra Sprawiedliwości.
Propozycje nominacji na sędziego sporządzane są przez odpowiednie senaty, a w przypadku prokuratorów przez odpowiednie komisje personalne i przedkładane Federalnemu Ministrowi Sprawiedliwości. Propozycja obsadzenia jednego stanowiska zawiera nazwiska co najmniej 3 kandydatów. 
Prezydent Federalny może przekazać Federalnemu Ministrowi Sprawiedliwości prawo powołania sędziów i prokuratorów określonych kategorii. 

### Powoływanie sędziów sądów administracyjnych
Prezydent Federalny powołuje Prezesa, Wiceprezesa i pozostałych sędziów Federalnego Sądu Administracyjnego, Federalnego Sądu Finansowego i Trybunału Administracyjnego na wniosek Rządu Federalnego. 

### Powoływanie składu Trybunału Konstytucyjnego
Prezesa, wiceprezesa, 6 sędziów Trybunału Konstytucyjnego i 3 zastępców sędziów powołuje Prezydent Federalny na wniosek Rządu Federalnego, 3 sędziów i 2 zastępców sędziów na wniosek Rady Narodowej, a także 3 sędziów i 1 zastępcę sędziego na wniosek Rady Federalnej.

### Wykonywanie orzeczeń Trybunału Konstytucyjnego
Wykonanie orzeczeń Trybunału Konstytucyjnego następuje na wniosek Trybunału Konstytucyjnego i należy do Prezydenta Federalnego, chyba że Federalna Ustawa Konstytucyjna zastrzega je sądom powszechnym. Jest ono przeprowadzane na podstawie poleceń Prezydenta Federalnego przez wskazane przez niego organy federalne lub krajowe, włącznie z Policją Federalną i Federalnymi Siłami Zbrojnymi. Polecenia w sprawie wykonania orzeczeń Trybunału Konstytucyjnego nie wymagają kontrasygnaty.

### Inne uprawnienia
Prezydent Federalny może uznać na wniosek rodziców dzieci pozamałżeńskich za urodzone w małżeństwie. Może on również nadawać prawa honorowe.

## Złożenie z urzędu
Prezydent Federalny może być złożony z urzędu przed upływem kadencji w drodze głosowania powszechnego. Głosowanie powszechne przeprowadza się na żądanie Zgromadzenia Federalnego, które zwołuje Kanclerz Federalny na wniosek Rady Narodowej uchwalony co najmniej większością ⅔ głosów w obecności co najmniej połowy posłów. Uchwała taka stanowi przeszkodę dla dalszego wykonywania urzędu przez Prezydenta Federalnego. Odrzucenie w głosowaniu powszechnym złożenia z urzędu Prezydenta Federalnego oznacza jego ponowny wybór i skutkuje rozwiązaniem Rady Narodowej. Także w tym przypadku łączny czas sprawowania urzędu przez Prezydenta Federalnego nie może przekroczyć 12 lat. Protesty wyborcze na głosowanie powszechne rozpoznaje Trybunał Konstytucyjny.

## Zastępowanie
W przypadku, gdy Prezydent Federalny nie może sprawować urzędu, jego funkcje sprawuje Kanclerz Federalny. Pobyt w innym państwie członkowskim Unii Europejskiej nie jest uznawany za czasową niemożność sprawowania urzędu. Jeżeli przeszkoda trwa dłużej niż 20 dni, Prezydent Federalny nie może sprawować urzędu z powodów przeprowadzenia głosowania powszechnego, złożenia z urzędu lub trwałej niezdolności do sprawowania urzędu, jego funkcje wykonuje kolegium składające się Przewodniczącego Rady Narodowej oraz jego zastępców. Kieruje im Przewodniczący Rady Narodowej. Podejmuje ono decyzje większością głosów, a w przypadku równości głosów decydujący głos posiada przewodniczący najwyższą rangą.
W sytuacji trwałej niezdolności do sprawowania urzędu Prezydenta Federalnego, Rząd Federalny zarządza niezwłocznie wybory prezydenckie. Po wyborach kolegium niezwłocznie zwołuje Zgromadzenie Federalne w celu zaprzysiężenia nowego Prezydenta Federalnego.

## Wyrażenie zgody na ściganie
Wniosek o zezwolenie na ściganie Prezydenta Federalnego właściwy organ składa Radzie Narodowej, która decyduje, czy Zgromadzenie Federalne ma się zająć sprawą. Jeżeli Rada zgodzi się, Kanclerz Federalny niezwłocznie zwołuje Zgromadzenie Federalne, które może się wyrazić zgodę na ściganie.

## Pociągnięcie do odpowiedzialności konstytucyjnej
Za popełnienie zawinionych deliktów konstytucyjnych w trakcie sprawowania urzędu Prezydent Federalny może zostać pociągnięty do odpowiedzialności konstytucyjnej przed Trybunałem Konstytucyjnym na podstawie uchwały Rady Narodowej lub Rady Federalnej przez Zgromadzenie Federalne ilością co najmniej ⅔ głosów w obecności co najmniej połowy członków Zgromadzenia Federalnego. 

## Kancelaria Prezydenta

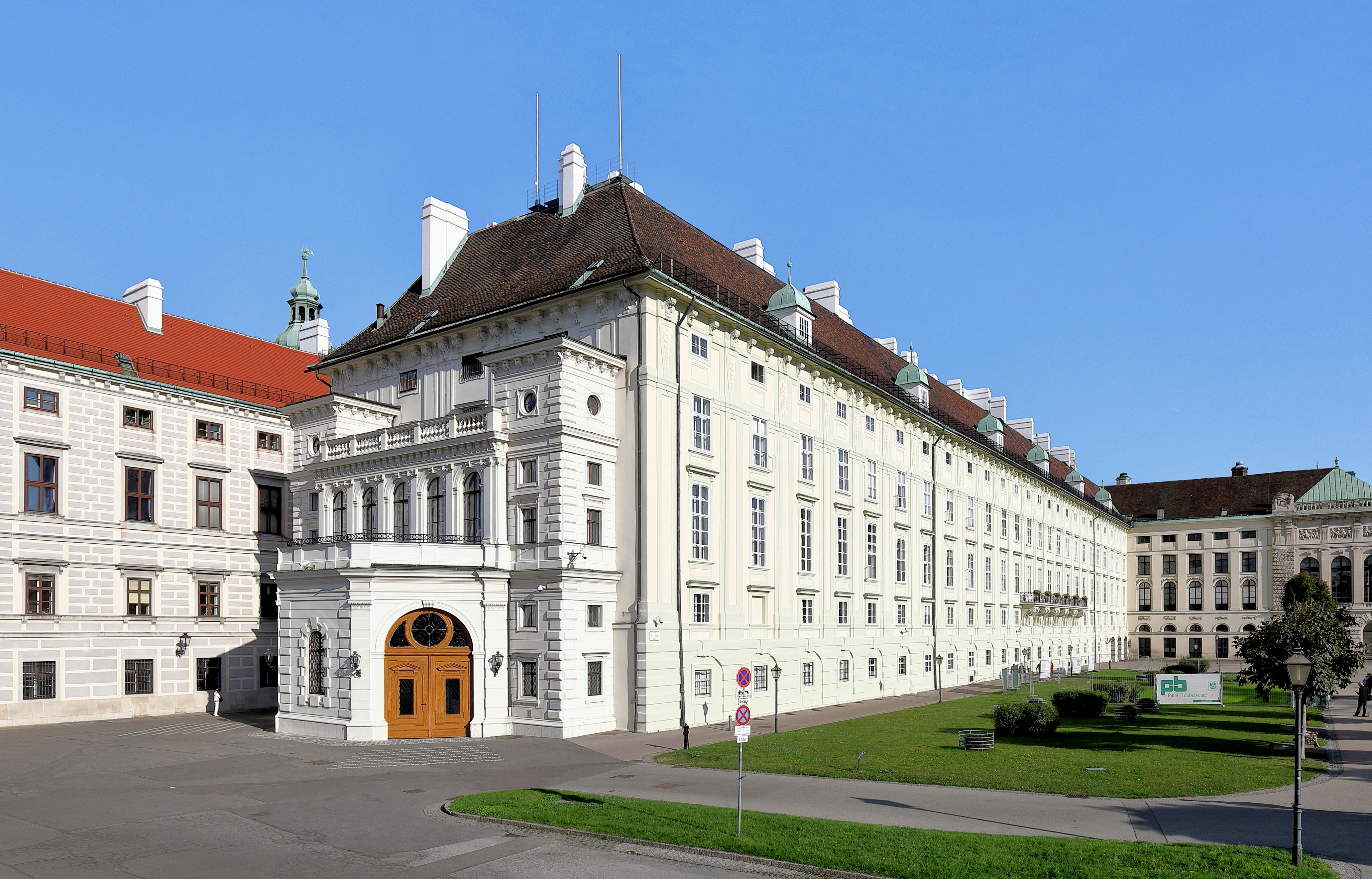
Siedziba Kancelarii Prezydenta w Skrzydle Leopolda w Hofburgu © C.Stadler/Bwag; CC-BY-SA-4.0

Kancelaria Prezydenta (Präsidentschaftskanzlei) jest organem pomocniczym Prezydenta Federalnego powołanym do pomocy w wykonaniu czynności urzędowych. Jej wewnętrzną organizację określa regulamin wydany przez Prezydenta Federalnego.
Do wydania regulaminu Kancelarii Prezydenta, powołania jej urzędników, nadania im tytułów urzędowych oraz wydania poleceń służbowych urzędnikom Kancelarii Prezydenta nie jest potrzebny wniosek Rządu Federalnego lub ministra federalnego oraz kontrasygnata.